# راننده تاکسی (فیلم ۱۳۸۵)
راننده تاکسی فیلمی به کارگردانی مهدی صباغ‌زاده و نویسندگی قربان محمدپور محصول سال ۱۳۸۵ است.

## بازیگران
- حبیب اسماعیلی
- لاله اسکندری
- محمدرضا داوودنژاد
- نیکو خردمند
- هیلدا رنجبران
- مهدی صباغی
- ایلیا شهیدی فر
- لادن سلیمانی
- محمود بهرامی
- ابراهیم تفرشی
- مهری ودادیان
- ثریا قاسمی